# Боровик Федір Ілліч
Фе́дір Іллі́ч Борови́к (28 квітня 1937 , Красноград, Харківська область ) — український архітектор, член-кореспондент Академії архітектури України (1994), лауреат Державної премії України в галузі архітектури (1997), член Національної спілки архітекторів України з 1975 року, заслужений архітектор УРСР (1987)

## Біографія
Боровик Федір народився 1937 року у м. Краснограді, Харківської області, батько Ілля Антонович (1894–1979), мати Векла Антонівна (1893–1982). Одружений — дружина Галина Олексіївна (1955), має дві дочки — дочки Олену (1966) та Оксану (1974).
Закінчив середню школу у Варварівці 1954 році. Навчався у Київському державному художньому інституті, архітектурний факультет, який закінчив у 1960 році.
1960–1963 — архітектор, старший архітектор відділу типового проектування, інституту «Київпроект».
1963–1998 — керівник ґрупи, головний архітектора проекту, керівник відділу, керівник архітектурно-конструкторського бюро, начальник архітектурно-планувальної майстерні, Київського зонального НДІ типового та експериментального проектування (КиївЗНДІЕП).
Працював у ВАТ ДБК-3 (Відкрите Акціонерне товариство «Домобудівний комбінат № 3») «Київміськбуду», з 1998 року — головний архітектор проектів.
Учасник ліквідації наслідків аварії на Чорнобильській АЕС (1986–1987). Занесений у книгу трудової слави м. Києва (1979). Почесний громадянин м. Славутич (1997).

## Творчий доробок

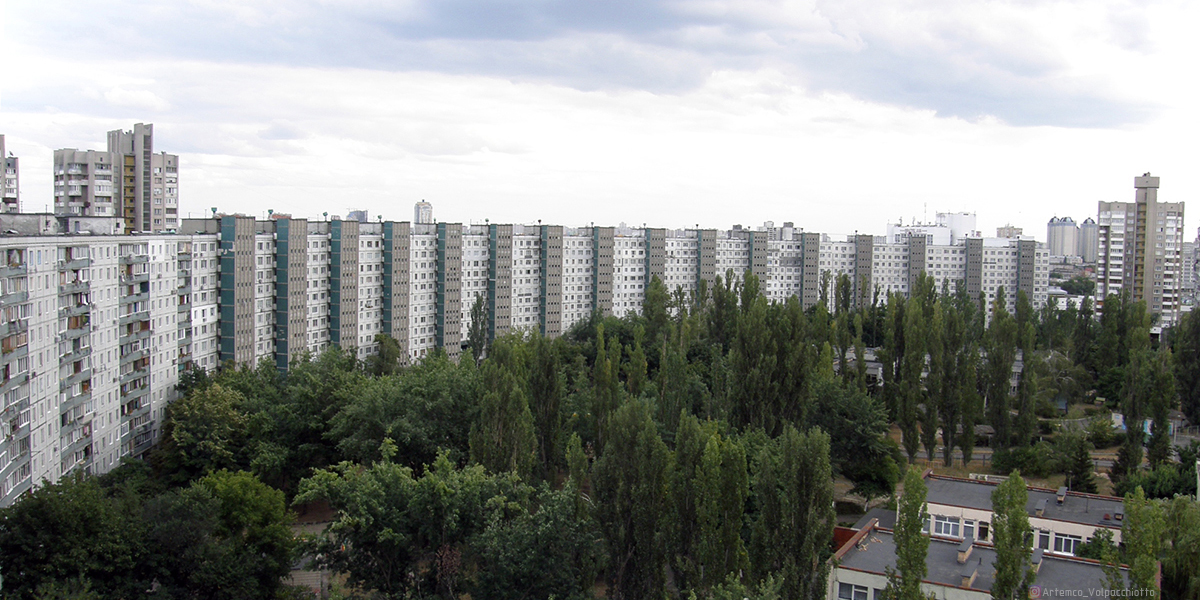
24-під'їздний будинок серії 1-464

Прилучився в складі колективу до спорудження в Києві:
- 1969–1977 — Республіканський будинок споживчої кооперації у Ташкенті,
- 12-поверховий напівкруглий великопанельний житловий будинок на 1152 квартири у м. Києві,
- 1974 — Будинку кіно,
- 1976–1986 — забудова житлового району «Театральний узвіз» у Ростові-на-Дону,
- серія 12-16-поверхових великопанельних будинків у Києві (1976-) та Одесі (1980-),
- 1983 — житлового масиву Теремки-1,
- 1988-1991 — міста Славутич,

## Нагороди
- заслужений архітектор УРСР (1987)
- заслужений будівельник Узбекистану (1978)
- лауреат Державної премії Росії в галузі архітектури (1991)
- лауреат Державної премії України в галузі архітектури (1997)
- Орден «Знак Пошани» (1981)
- Орден Трудового Червоного Прапора (1986)
- Орден Дружби народів (1989)
- Медаль «Ветеран праці» (1986)
- Медаль «В пам'ять 1500-річчя Києва» (1982)
- Медаль «За доблесну працю» (1970)
- Золота, срібна, 4 бронзові медалі ВДНГ
- нагороджений почесною грамотою Академії будівництва України.